# Округ Кас (Тексас)
Округ Кас (енгл. Cass County) је округ у америчкој савезној држави Тексас. По попису из 2010. године број становника је 30.464.

## Демографија
Према попису становништва из 2010. у округу је живело 30.464 становника, што је 26 (0,1%) становника више него 2000. године.
| Група             | 2000.          | 2010.          |
| Белци             | 23.542 (77,3%) | 23.522 (77,2%) |
| Афроамериканци    | 5.927 (19,5%)  | 5.315 (17,4%)  |
| Азијати           | 44 (0,1%)      | 91 (0,3%)      |
| Хиспаноамериканци | 526 (1,7%)     | 1.053 (3,5%)   |
| Укупно            | 30.438         | 30.464         |